# Lubicz (województwo zachodniopomorskie)
Lubicz (niem. Lindow) – wieś w Polsce położona w województwie zachodniopomorskim, w powiecie gryfińskim, w gminie Widuchowa.
31 grudnia 2008 r. wieś miała 595 mieszkańców.
W latach 1954–1959 wieś należała i była siedzibą władz gromady Lubicz, po jej zniesieniu w gromadzie Widuchowa. W latach 1975–1998 miejscowość administracyjnie należała do województwa szczecińskiego.
We wsi znajdują się:
- kościół romański z XIII w., odbudowany w II poł. XX w. nawa ciosowa wsparta przy fasadzie dwiema potężnymi przyporami, między którymi otwiera się portal. Wieża otynkowana wbudowana w korpus, zwieńczona sterczynami, balustradą i ceglanym hełmem dekorowanym guzami;
- dwór bezstylowy z końca XIX w. o szerokich ryzalitach skrajnych, w złym stanie technicznym, otoczony parkiem[5].